# Lindera wrayi
Lindera wrayi är en lagerväxtart som beskrevs av James Sykes Gamble. Lindera wrayi ingår i släktet Lindera och familjen lagerväxter. Inga underarter finns listade i Catalogue of Life.